# Valeri Dolinin
Valeri Dolinin (rus: Валерий Алексеевич Долинин)  (Sant Petersburg, 25 de juliol de 1953 - Sant Petersburg, 15 de novembre de 2021) fou un remer rus que va competir sota bandera de la Unió Soviètica durant les dècades de 1970 i 1980.
El 1976 va prendre part en els Jocs Olímpics d'Estiu de Mont-real, on guanyà la medalla de bronze en la prova del quatre sense timoner del programa de rem. Formà equip amb Raul Arnemann, Nikolai Kuznetsov i Anushavan Gasan. Quatre anys més tard, als Jocs de Moscou, guanyà la medalla de plata en la mateixa prova. Formà equip amb Aleksei Kamkin, Aleksandr Kulagin i Vitaly Yeliseyev.
En el seu palmarès també destaquen quatre medalles al Campionat del Món de rem, dues d'or i una de plata en el quatre sense timoner i una de plata en el vuit amb timoner, entre les edicions del 1977 i 1982. A nivell nacional guanyà el campionat soviètic de 1977,1978,1979,1981 i1982.
Fou professor a la facultat d'educació física de l'Institut Naval de Radioelectrònica A. S. Popov. Tenia el grau de capità de la Marina.